# فرودگاه آبی پاین داک
فرودگاه آبی پاین داک (به انگلیسی: Pine Dock Water Aerodrome) یک فرودگاه همگانی است که یک باند فرود آب دارد. این فرودگاه در کشور کانادا قرار دارد و در ارتفاع ۲۱۷ متری از سطح دریا واقع شده است.